# Remarkable Timing
Remarkable Timing – pierwszy solowy album amerykańskiego rapera 60 Second Assassin - członka Sunz of Man, wydany 8 czerwca 2010 roku nakładem wytwórni Sounds Records.

## Lista utworów
Opracowano na podstawie źródła.
| #  | Tytuł                                                                                 | Producent        | Sample                                                 |
| -- | ------------------------------------------------------------------------------------- | ---------------- | ------------------------------------------------------ |
| 1  | "Words from the Assassin (Intro)"                                                     | Bronze Nazareth  |                                                        |
| 2  | "Sword Style"                                                                         | Shawneci Icecold |                                                        |
| 3  | "M:O:A:N" (gośc. Hell Razah, Prodigal Sunn, Killah Priest)                            | Bronze Nazareth  | - Laura Lee - "Two Lovely Pillows"                     |
| 4  | "Clockz N' Kingz" (gośc. Timbo King, 12 O' Clock, Chi-King)                           | Bronze Nazareth  |                                                        |
| 5  | "Remarkable Timing" (gośc. Masta Killa, Popa Wu, M-Eighty)                            | Bronze Nazareth  | - Jay-Z - "Cashmere Thoughts"                          |
| 6  | "Warzone (Remix)" (gośc. RZA, La the Darkman, Prodigal Sunn, Timbo King, Da Division) | RZA              |                                                        |
| 7  | 'Cloud 9" (gośc. Hell Razah, Shabazz the Disciple, Son One, Kristina Green)           | Bronze Nazareth  |                                                        |
| 8  | "No Face"                                                                             | Bronze Nazareth  |                                                        |
| 9  | "Paradise" (gośc. Killah Priest, Timbo King, Kristina Green)                          | Bronze Nazareth  | - 21st Century - "Remember the Rain"                   |
| 10 | "Love Burns" (gośc. Prodigal Sunn, Phillie)                                           | Bronze Nazareth  |                                                        |
| 11 | "The Throne" (gośc. Planet Asia)                                                      | Bronze Nazareth  |                                                        |
| 12 | "Dead Flowers Pt. 2" (gośc. Bronze Nazareth, C-Rayz Walz)                             | Bronze Nazareth  | - Don Covay - "I Was Checkin' Out She Was Checkin' In" |
| 13 | "Fizza Funky"                                                                         | Bronze Nazareth  |                                                        |